# عملية العودة للوطن (1973)

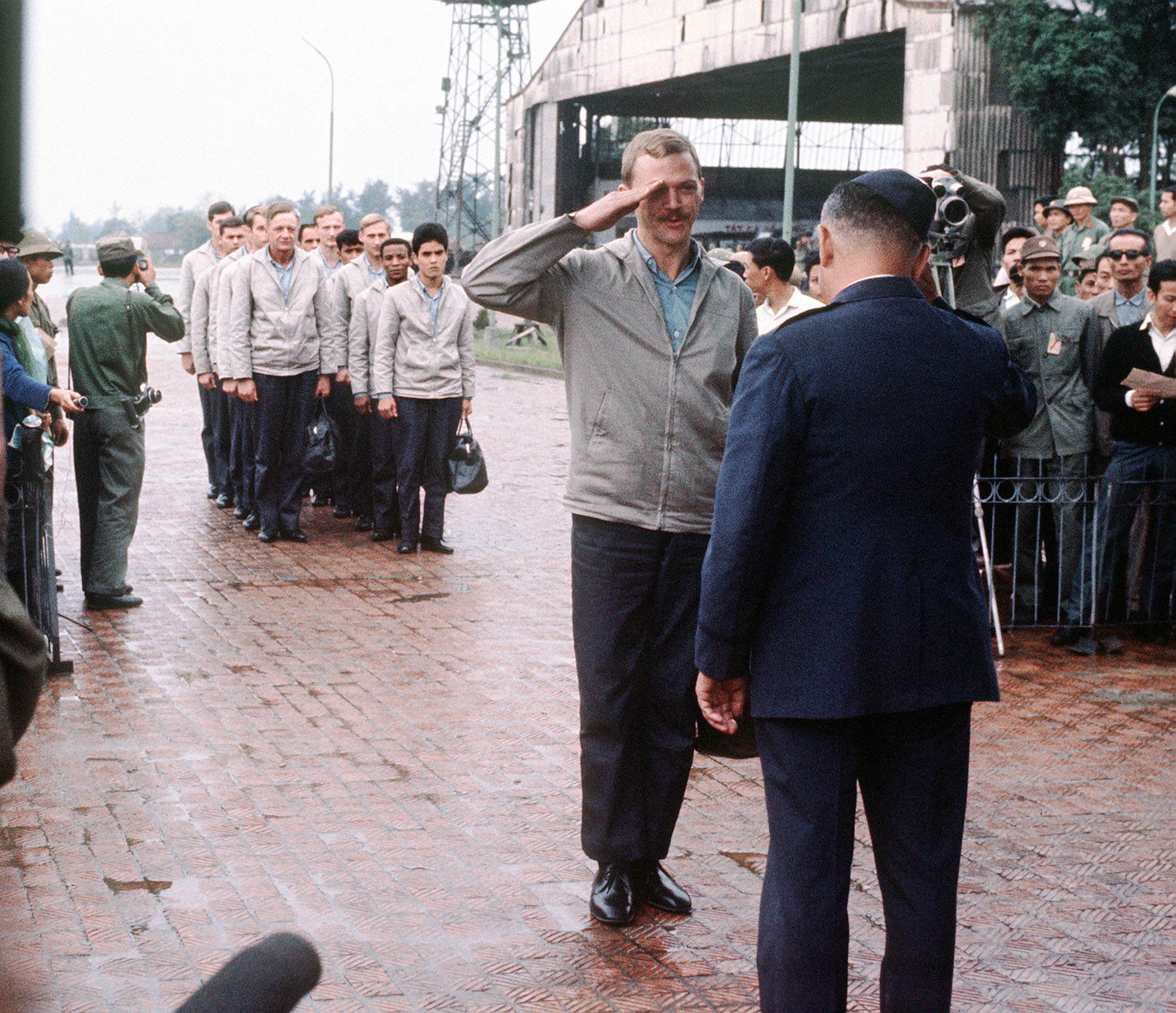
أسرى أمريكيون أثناء إطلاق سراحهم في العاصممة الفيتنامية هانوي عام 1973.

عملية العودة إلى الوطن (بالإنجليزية: Operation Homecoming)، كانت عملية عودة الأسرى الأمريكيين إلى بلادهم والذين اعتقلتهم القوات الفيتنامية الشمالية، تنفيذًا لما نصّت عليه اتفاقية باريس للسلام سنة 1973، والتي تشمل عودة 591 أسير أمريكي إلى بلادهم.